# Gare de Higashi-Nakano
La gare de Higashi-Nakano (東中野駅, Higashi-Nakano-eki) est une gare ferroviaire de la ville de Tokyo au Japon. Elle est située dans l'arrondissement de Nakano. La gare est desservie par les lignes des compagnies JR East et Toei.

## Situation ferroviaire
La gare de Higashi-Nakano est située au point kilométrique (PK) 11,3 de la ligne Chūō-Sōbu et au PK 31,6 de la ligne Ōedo.

## Histoire
La gare a été inaugurée le 14 juin 1906. Le métro y arrive le 19 décembre 1997.

## Services aux voyageurs

### Accès et accueil
La gare dispose d'un bâtiment voyageurs, avec guichet, ouvert tous les jours.

### Desserte
- Ligne Chūō-Sōbu  :
  - voie 1 : direction Mitaka
  - voie 2 : direction Shinjuku et Chiba
- Ligne Ōedo :
  - voie 1 : direction Tochōmae
  - voie 2 : direction Hikarigaoka